# Гордеев, Гавриил Юрьевич
Гаврии́л Ю́рьевич Горде́ев (род. 17 декабря 1982, Пермь, СССР), также известен под псевдонимом Гавр, — российский актёр кино и дубляжа, продюсер, сценарист, медиаменеджер, телеведущий, шоумен.
С ноября 2020 года — директор по развитию нового бизнеса в «СберМаркетинг». С февраля 2021 года — член совета директоров «Русской медиагруппы». С июля 2022 года — продюсер по оригинальному контенту видеосервиса Okko, с 2024 года — генеральный продюсер. Президент Всероссийского фестиваля детского, семейного кино и анимации «Медвежонок».
В прошлом — креативный директор телеканалов ТНТ и Матч ТВ (2018—2020), директор телеканала ТНТ4 (2016—2020), генеральный продюсер «Comedy Radio» (2012—2020), продюсер телеканала «Матч! Премьер» (2018—2020), участник «Comedy Club» (2006—2013).

## Биография
Родился 17 декабря 1982 года в Перми. Учился в гимназии имени С. П. Дягилева. Окончил Пермский государственный технический университет.
Первые роли играл в театре-студии «КОД» под руководством М. А. Оленевой, затем в театре «Новая драма». Участник команды КВН «Парма» и сборной Пермского края «Друзья». C 2006 года участник «Comedy Club» под псевдонимом Гавр. Сначала часто выступал в шоу с Александром Реввой, в последующее время работал в паре с Олегом Верещагиным.
С 2011 по 2016 год был советником вице-президента Сбербанка России по креативу, коммуникациям и по продвижению Сбербанка в Москве.
С 2011 по 2014 год являлся совладельцем московского итальянского ресторана Olivetta.
С 2012 по 2020 год — генеральный продюсер «Comedy Radio».
С декабря 2014 по сентябрь 2016 года работал директором по маркетингу и PR телеканала ТНТ. С сентября 2016 по октябрь 2020 года — директор телеканала ТНТ4. С июля 2018 по август 2020 года являлся продюсером ТВ-канала «Матч! Премьер» (ребрендинг канала «Матч! Наш футбол»), запуском которого и занимался.
С 2019 по ноябрь 2020 года — креативный директор «ГПМ Развлекательное ТВ», отвечал за маркетинг телеканалов ТНТ и «Матч ТВ».
Продюсер ТВ-проектов «Вот такое утро», «Прожарка», «22 комика», «Деньги или позор», «Солдатки», товарищеских футбольных турниров «ФОНБЕТ Кубок Матч Премьер», Кубок «Париматч» Премьер 2019, Кубок «Париматч» Премьер 2020.
Проекты под руководством Гавриила Гордеева становились лауреатами премий в области телевизионного дизайна и маркетинга PromaxBDA (Promax/BDA UK, PromaxBDA Promotion, Marketing and Design Global Excellence Awards, Promax/BDA Asia), выигрывали гран-при Clio Entertainment, награды международной кинопремии Golden Trailer Awards, фестиваля Cannes Corporate Media & TV Awards, Effie Awards Russia, «Радиомания-2015» и «Пресс-служба года-2014».
В ноябре 2020 года стал директором по развитию нового бизнеса в «СберМаркетинге». На новом месте он сфокусируется на организации креативного продакшена и создании маркетингового контента.
12 февраля 2021 года вошёл в состав директоров «Русской медиагруппы».
С июля 2022 года — продюсер по оригинальному контенту видеосервиса Okko, с 2024 года — генеральный продюсер.
В 2023 году стал президентом первого Всероссийского фестиваля детского, семейного кино и анимации «Медвежонок».

## Семейное положение
С 2003 года женат на Ирине Гордеевой. У них пятеро детей.

## Фильмография

### Актёр
- 2009 — Два Антона — Антон Котов
- 2013 — Что творят мужчины! — Аркадий
- 2016 — Вижу-знаю — камео
- 2017 — Гражданский брак — продюсер
- 2018 — Zомбоящик — муж домохозяйки / муж девушки-шопоголика
- 2025 — Министерство Всего Хорошего — президент ВОКАК

### Дубляж
- 2012 — Замбезия — марабу Сесил[14]
- 2012 — Астерикс и Обеликс в Британии — Красовакс (Гийом Гальен)[15]

### Продюсер
- 2021 — Батя
- 2024—н.в. — Чемпионы
- 2025 — Урок

### Музыкальные темы
Comedy Club
- Продвинутые города (2006, 2008—2009)

## Награды и номинации
- 2022 — номинация на премию АПКиТ в категории «Лучший полнометражный художественный фильм» — в качестве продюсера фильма «Батя»[16]
- 2023 — включён в рейтинги «Топ-50 директоров по развитию» и «Топ-1000 российских менеджеров» АМР[17]
- 2023 — номинация на Строгановскую премию — за высокие достижения в сфере культуры и сохранение исторического наследия[18]
- 2024 — номинация на премию «Золотой орёл» в категории «Лучший сериал онлайн-платформ» — в качестве продюсера сериала «Плейлист волонтёра»[19]